# Rhimphaliodes
Rhimphaliodes is een geslacht van vlinders van de familie van de grasmotten (Crambidae), uit de onderfamilie van de Spilomelinae. De wetenschappelijke naam voor dit geslacht is voor het eerst gepubliceerd in 1893 door George Francis Hampson.
Dit geslacht is monotypisch, dat wil zeggen dat het maar één soort heeft namelijk Rhimphaliodes macrostigma Hampson, 1893 uit Australië en Sri Lanka die ook als typesoort is aangeduid.